# 天才兒童系列
『天才兒童系列』（天才てれびくんシリーズ）,也被稱作天才電視君系列或天才TV君系列,是從1993年4月開始日本NHK教育電視台與向海外播送節目的NHK世界台(NHKワールド･プレミアム)所播出的以兒童為對象的教養綜藝節目系列的總稱。常被愛好這節目的觀眾們暱稱為「天てれ」或「TTK」（「天才テレビくん」「天テレ」這兩種寫法是常見的筆誤。）。節目歷經了三次的改名,現在叫作天才兒童MAX( 天才てれびくんMAX),在NHK教育電視台傍晚時播出。

## 節目概要
節目是接替從1992年開始播出到1993年的『6點了!ETV(6時だ!ETV)』而播出。在1993年4月5日以『天才兒童(天才てれびくん)』作為名稱開播。以「孩子們想做的事,由我們代為去做」這個構想為基礎製作,在開播當時可說是新型態的教育節目。之後經過了週間播出日期與時段的變動,現在除了以電視機前的孩子們為中心外,另外也廣受到一些大人觀眾們的歡迎 。攝影棚內部完全採用以CG搭配演出者即時合成的虛擬場景。使用CG合成技術所作出的節目,在開播當時來說很稀有的,這也令人聯想到在同一時期富士電視台所播出的『ウゴウゴルーガ』。
節目主角是被稱為「TV戰士(てれび戦士)」的青少年童星。此外還有被稱為「主持人」的大人演員,讓節目的氣氛熱鬧起來。基本上來說,節目播送內容是以TV戰士進行各式各樣挑戰的外景企劃單元為中心,加上了攝影棚內的企劃,連續劇,動畫等各式各樣的單元。每週並會進行一次與觀眾進行互動的現場直播(後述) 。除此之外,和NHK教育電視台的學校節目一樣,在每年暑假,寒假,第3學期後半到新年度開始的期間,會重播受歡迎的企劃以及劇集,動畫等.一般來說每播出新的4週節目,就會重播1週總集編,每年暑假7月到8月的時候重播第1學期的總集編,2月到3月的時候重播1年份的總集編。在重播的期間會暫停現場直播。節目會根據每個年度設定舞台（稱為「年間設定」）,以這個設定為基礎來推出各種企劃。另外,節目的舞台在每年4月會進行更新,這是為了讓觀眾們能以新鮮的心情來享受節目,所下的功夫。節目中所有演員都各自穿著與年間設定相配的獨特服裝,而這服裝也是每年更新的。
平常播放時都是採用一般畫質播放,2005年度開始,NHK數位教育台（NHKデジタル教育）在夏季日本甲子園全國高等學校野球選手權大會期間播出天才兒童MAX時,部分項目有提供高解析度畫質與16:9的比例播放,而NHK教育台與NHK世界台播放這些項目時則會切除左右兩側畫面,並調整成4:3的比例播放。

## 節目的變遷
具體的節目播送內容・播送史請參照以下項目。
- 天才兒童（1993年4月 - 1999年3月）：通稱「無印」
- 天才兒童WIDE（1999年4月 - 2002年3月）：通稱「WIDE」
- 天才兒童MAX（2003年4月 - 現在）：通稱「MAX」

## TV戰士(てれび戦士)
「TV戰士」（也被稱作電視戰士 ,另外還常常被簡稱為「戰士」。因此以下用「戰士」來記述）是節目中擔任主角,從小學2年級到國中2年級的青少年童星。人數按照年度而有所不同,大約是20個人左右（節目開始時是9個人,之後逐漸增加）。其中的人數並不是依照男女或年級來決定,因此某些年度沒有小學2・3年級生,國中生等年級的戰士。現在在節目中演出的戰士有時被稱為「現役戰士」,而過去在節目中演出的戰士則被稱為「OB（OG）戰士」。節目主要以出外景的挑戰單元為主軸,搭配連續劇,猜謎,遊戲,歌唱,現場直播,以及每年數次的舞台公演（以戲劇為中心）等等各式各樣的企劃讓戰士們挑戰。雖然節目中有大人演員,但節目的企劃有很多是由戰士所主導進行,現場直播有時也是由戰士來主持。NHK也表示過,並不開放一般人參加TV戰士的甄選。全部都是藝能事務所旗下的童星,也就是所謂的專業人員。並沒有舉辦以一般兒童為對象的公開甄選會,因此這個節目除了讓觀眾們樂在其中之外,也有透過前述的各種企劃來磨練TV戰士明星素質的「明星養成節目」的一面。
新成員的加入・畢業・殘留都完全取決於NHK的意見（或者是看孩子們方不方便）。基本上來說戰士除了一部分成員之外,每年會有一些人更換。通常留下來的戰士稱為「殘留戰士」,從節目畢業的戰士稱為「畢業戰士」,從新年度（4月）開始首次在節目中演出戰士角色的戰士稱為「新人戰士」。到目前為止並沒有在年度中途下台的戰士。大致的年限是國中2年級,這個年級的戰士在3月的時候畢業。但是「擔任戰士幾個年度」並不是固定的,除了國中2年級生之外,常出現2～8人畢業的情況。每個戰士演出幾個年度也有所不同。因此有演出1年後畢業的戰士,也有持續演出6年的戰士。另外因為在節目中不會提到「誰將要畢業」這些事情,所以除了國中2年級的戰士以外,觀眾們不到新年度不知道誰是畢業戰士（每年在網路上有時會流傳「畢業戰士情報」,但幾乎都是謠言）。 在節目裡也沒有所謂的「畢業典禮」或畢業戰士「給觀眾們的訊息」。這可能是為了防止像「○○君,請不要辭去戰士！」這類觀眾們的信函或電子郵件瘋狂湧向NHK,所做的預防措施。在新年度的首播時會進行新人戰士介紹,但畢業戰士則有「被當成原本就不存在的人物」這個慣例（但是畢業戰士們有時也會在節目中客串演出）。
在過去的戰士們裡,有許多人活躍在現在的演藝圈中,這也可以說是節目中所培養出的明星能力之例證。特別是戰士們在挑戰前述種種企劃的過程中,也成為了電視機前的孩子與演藝事務所的童星們所憧憬的對象。事實上也有因為憧憬戰士而加入演藝圈,把成為戰士當成目標的童星。由於每年都有非常多的童星參加甄選會,因此是個相當程度的窄門,能獲選為戰士的童星們,也可說是具備了優秀的個性與技能的專業人員。
1. ↑   不過也有例外,如2005年度的飯田里穂,當時在NHK網頁的節目表上,2005年4月4日的節目内容有寫出「天TV連續劇」的主角名稱,因此觀眾們在新年度開播前就知道她是殘留戰士。

## 歴代演出者
包括「TV戰士」在內的歴代演出者的介紹請參照『TV戰士』。

## 節目慣例的企劃
以下介紹的企劃是從節目開播一直持續到現在的項目。具體的歷代單元請參照『天才兒童MAX的單元』,連續劇部分請參照『天才兒童MAX連續劇一覽』,有關音樂的部分請參照『天才兒童MAX音樂單元一覽』。

### 外景單元
是作為節目中心的企劃。戰士們前往日本全國各地參與挑戰。在「磨練一種技藝(一芸を磨け)」「天TV任務(天てれミッション)」等等的『挑戰型外景單元』中,戰士們挑戰運動,職業體驗,料理,街頭藝人表演等各式各樣的事物。在挑戰型外景單元這部分,有些年度並沒有特定的單元名稱,而被單純地稱作 「外景(ロケ)」。像「是的地~圖(はい地ー図)」「漫步街頭(街うろ)」等『交流型外景單元』,是為了增進與觀眾們之間的交流,在單元中一邊介紹日本全國各地的名勝,一邊挑戰各種任務（如「找尋名叫○○的場所」「找到100個天才兒童系列的觀眾」等等）。過去也曾經前往日本以外的國家進行海外外景單元。每年在某些時期,有時會在固定單元的時段播出特別企劃（如戰士全員参加的外景單元等）。另外,某些年度也有叫做「天TV之屋(天てれハウス)」的單元。這單元是讓戰士們體驗農作業,經歷從播種到收穫之一連串過程的長期企劃。以「親近自然」這一點來說,也可以當成綜合學習的一環,這單元也受到觀眾們的好評,進行到2003年度。其他還有與觀眾一起進行節目指定的競賽,以刷新紀錄為目標的「下課後競技場(放課後コロシアム)」以及與觀眾進行節目獨創的運動項目比賽的「戰國自由投(戦国フリースロー)」「紙飛機達陣賽(紙フトタッチダウン)」等單元。

### 攝影棚單元
在攝影棚進行的企劃。場景全都是以CG合成的。戰士們以談話作為開場,展開了猜謎,遊戲競賽等。此外由於節目常常讓搞笑藝人擔任主持人的關係,戰士們也有許多機會在攝影棚展現短劇與表演笑料。「天TV小劇場(天てれ小劇場)」「半分鐘表演(ハーフミニッツショー)」等單元是公開各自持有的笑料之場地。另外也有測試戰士們腦筋是否靈活與喜感的「搞笑郵遞公司(お笑いゆ～げん会社)」「突發奇想!天TV學塾(きまぐれ天てれ塾)」之類的單元（也就是類似所謂「大喜利」。附帶一提的是,過去也有名叫「天TV大喜利(天てれ大喜利)」的單元）。這些單元也可說是過去曾擔任戰士的Wentz瑛士的藝人靈魂之原點。另一方面也有以「八木俊彥法典(やぎっち法典)」「任意議會(勝手議会)」為名,類似教育節目的辯論系單元。其他還有「TTV舞蹈計畫(TTKダンスプロジェクト)」「換裝變身!歌手們(なりきりシンガーズ)」等培育偶像的單元。這些是為了提升戰士們的舞蹈與歌唱的技巧,另外也是為了讓觀眾們能一起樂在其中,所下的功夫。

### 音樂單元
這個節目中,有從初期開始就有盛行戰士們音樂活動的「ポコ・ア・ポコ」等音樂單元,從中誕生了團體「クリマカーユ」,甚至有戰士們有志一同所組成的團體「ストロベリーパフェ」「TIMKY」等許許多多的團體。也曾經播出過由廣瀬香美擔任製作,讓戰士們以發行唱片出道為目標的企劃（之後也真的發行了）。另外在98年度中的時候,開始了由戰士們演唱的單元「音樂TV君(ミュージックてれびくん)」,這是搭配歌曲製作如同歌星PV般的MTV影片,可說是變成了真實的歌星世界般。這可說是前述偶像培育單元之集大成,一直到現在都是受歡迎的單元,而得到了廣大觀眾們的支持。

### 虛擬3部作
這是「恐龍行星(恐竜惑星)」「基因潛航員(ジーンダイバー)」「奈米救助者(ナノセイバー)」3個作品的總稱。從實攝・CG・動畫部分所構成的獨有的連續劇作品。戰士也有在某些部分演出。詳細請參照『虛擬3部作(バーチャル3部作)』。

### 連續劇
主要由戰士們演出。從以短劇為中心的劇情乃至於較嚴肅的劇情都有，題材的範圍相當寬廣，而這單元完全是由節目原創。雖然幾乎都是與年間設定沒有關係的連續劇，但在某些年度也有播出像「2004年度連續劇（沒有特定標題）」「優克迪爾故事(ユゲデール物語)」之類根據年間設定所製作的連續劇。另外也有一些像「幽靈公司(ザ・ゴーストカンパニー)」這類戰士們並沒有在其中演出的連續劇。

### 動畫
這是作為節目的一個單元，根據年度不同而播出不一樣的動畫作品。有「アリス探偵局」「へろへろくん」等作品。戰士們並沒有在這個單元裡演出。此外這些作品也與年間設定無關。在重播期間中，有時候會出現只播出動畫總集編的情況。這單元在年齡較小的觀眾群中受到了很大的歡迎，但在2003年度『天才兒童MAX』開始時廢止（從2003年度開始,姐妹節目『天才ビットくん』增加了動畫時段）。

### 現場直播
除了重播期間之外，每週播出一次。在每週播出的日期按照年度而有所不同，主要是在星期一或星期四。戰士們（並不是每次都是全員出席，大部分的情況是半數左右的人數出席）與大人主持人在攝影棚集合，由戰士們進行談話，介紹寄來節目的信件，進行與觀眾們之間的電視電話與遊戲對決等，節目準備了與觀眾們交流為主的許多企劃。另外如果主持人不在場的話，有時候就單由戰士們來進行節目。根據年度不同，有時也另外存在著只出現在現場直播的主持人。在現場直播中也產生了「ポポゾン」等成為了節目知名物品的遊戲（ポポゾン即使在現在也可以在『天才兒童MAX』的節目官方網站裡遊玩）。在當時也時常出現新的節目來賓等，過去有ブラックビスケッツ與ポケットビスケッツ等等參與演出。這個現場直播的形式，在更新後的節目中仍然繼續進行著。

### 新人介紹
每年在4月的節目中有著被稱作「新人介紹」的的單元（在某些年度也會有「請告訴我！新人戰士」等名稱不同，但主要內容幾乎相同的單元）。由於新年度的首播大都是只介紹新人戰士的名字就結束了，因此這個單元就是用來讓新人戰士們作各自的詳細自我介紹。雖然每個年度有些不同，但都在新年度首播後的1週內進行。包含新人戰士在內的全部戰士與主持人齊聚在攝影棚，用預錄影片與談話方式，來讓大家認識新人戰士們在平常時真實的一面。就新人戰士來說，這也可說是正式的「作為TV戰士首次登場」 面對觀眾們，因此有很多觀眾都期待著這個單元。此外，某些年度另外還會播出只有新人戰士參加的遊戲單元。

### 公演
這是指每年會進行數次的舞台公開表演。主要演員是戰士與主持人，有時也有從外來的客串演員。主要是以原創的戲劇為中心，表演歌唱與舞蹈。有在夏季（8月）所舉行的「夏季公演」與冬季（1月左右）所進行的「冬季公演」（某些年度沒有進行「冬季公演」。近年因為預算不足的關係而多次沒有舉行）。由抽籤來決定，被抽中的觀眾可以免費得到入場券（一張入場券最多可以讓4個人入場）。但是由於申請人數眾多,一般來說很難抽中。從2007年度開始，可參加觀賞公演抽籤的對象被限制在「有支付NHK收視費的家庭」。但除此之外，每年11月左右在NHK的屋外舞台進行的教育博覽會也會舉辦由戰士們所演出的公演，只有這個公演是開放所有的人都可以到現場觀賞的(而這個也是免費的)。

## 補充事項
在這個節目中，幾乎沒有出現過以往年度的映像，特別是已畢業戰士們的映像。應該說在此之前，提到已畢業的固定班底演員存在的事本身就是個禁忌。而這也是節目在每個年度展開全新設定的原因之一，因為這極大程度地牽涉到了固定班底演員們的肖像權等許多問題（其中有已經退出演藝圈的固定班底演員，客串演員）。也因為這樣，除了一部分動畫與單元之外，過去所播出的內容從來沒有被製作成錄影帶，DVD發行過。

## 相關項目整理

### 節目相關
- 天才兒童
- 天才兒童WIDE
- 天才兒童MAX
- TV戰士
- 天才兒童MAX的單元
- 天才兒童MAX連續劇一覽
- 天才兒童MAX音樂單元一覽

### 派生節目
- 宇宙船蘇菲亞號的冒險

### 姊妹節目
- 天才ビットくん

### 其他
- NHK教育電視台
- ウゴウゴルーガ

## 外部連結
- 天才兒童MAX